# Roberto Ongpin
Roberto Velayo Ongpin, detto Bobby (Manila, 6 gennaio 1937 – 4 febbraio 2023), è stato un imprenditore e politico filippino.
Dopo la laurea presso l'Università Ateneo de Manila, lavora come dirigente d'azienda presso la Sycip Gorres Velayo & Company (SGV), compagnia fondata dall'imprenditore sinofilippino Washington Sycip. Divenuto più tardi a partner aziendale dello stesso Sycip, nel 1979 fu nominato Ministro del Commercio e dell'Industria dal Presidente Marcos, andando a ricoprire tale carica sino alla rivoluzione del Rosario del 1986. Tornato a gestire le proprie aziende a seguito della caduta di Marcos, successivamente andò a focalizzarsi nei settori metallurgici e dei casinò online.
Nel 2018 la rivista Forbes lo ha classificato dodicesimo nella lista degli uomini più ricchi delle Filippine, con un patrimonio di quasi 4 miliardi di dollari.

## Biografia
Nato nel quartiere di Binondo all'interno una famiglia agiata, è il secondogenito dei sette figli di Luis Roa Ongpin (1912-1987) e Lourdes Morales Velayo (1913-2008). Il suo bisnonno paterno Román Ongpin fu un importante imprenditore della seconda parte del XIX secolo che aiutò numerosi rivoluzionari filippini durante la rivoluzione filippina e la guerra filippino-americana.
Studente modello, dopo la laurea in amministrazione presso l'Università Ateneo de Manila ottenne un master in business administration presso la Harvard Business School nel 1961. Tornato nelle Filippine nel 1963, trovò lavoro come dirigente d'azienda presso l'imponente Sycip Gorres Velayo & Company (SGV) su raccomandazione dello zio materno Fred Velayo. Definito come "assiduo lavoratore" dal fondatore Washington Sycip, nel 1966 diviene partner aziendale dello stesso imprenditore sinofilippino.
Nel 1979, all'età di quarantadue anni, fu nominato ministro dell'Industria da parte del Presidente Ferdinand Marcos in regime di legge marziale. Con la successiva fusione del Ministero dell'Industria a quello del Commercio, Ongpin andò a ricoprire anche la carica precedentemente appartenuta a Luís Villafuerte. Annoverato dai suoi stimatori tra i più abili tecnocrati del governo Marcos, i suoi oppositori politici lo accusarono invece di essersi avvantaggiato dello stretto legame con il Capo di Stato ilocano per arricchirsi in maniera illecita.
Durante i suoi sette anni come ministro, Ongpin dovette affrontare il deterioramento dell'economia locale poiché l'instabilità politica aveva reso sempre più rari i finanziamenti da parte di agenzie e banche internazionali per aiutare il governo. Occasionalmente, si incaricò di negoziare personalmente finanziamenti per le Filippine con altri leader mondiali, tra cui il sultano del Brunei Hassanal Bolkiah, il primo ministro della Malaysia Mahathir Mohamad, il primo ministro di Singapore Lee Kuan Yew e il presidente iracheno Saddam Hussein. Nel 1984, con l'iperinflazione causata dalla drastica svalutazione del peso filippino, gli fu riconosciuto il merito di stabilizzare la moneta nazionale con l'istituzione della Banca centrale di Binondo, un sistema a doppio tasso di cambio che permise al governo di ridurre il divario dei tassi intervenendo direttamente sui prezzi delle valute del mercato nero.
L'imprenditore di Binondo ricoprì da parte sua, seppur involontariamente, un ruolo fondamentale nei fatti che portarono alla rivoluzione del Rosario del 25 febbraio 1986. La mattina del 22 febbraio – durante le preparazioni per una riunione al Palazzo di Malacañan con Marcos, l'ambasciatore statunitense Stephen Bosworth e l'inviato speciale Philip Habib (arrivati per convincere il Presidente ilocano a dimettersi) – notò l'assenza della sua scorta militare: le sue successive chiamate al Ministro della Difesa Juan Ponce Enrile per chiedere dell'assenza delle sue unità avvertirono involontariamente quest'ultimo che Marcos poteva essere già a conoscenza dei suoi piani per organizzare un colpo di Stato. Ciò portò all'improvvisa defezione di Enrile e del generale Fidel Valdez Ramos che, consapevoli di un loro possibile arresto, annunciarono il proprio sostegno alla rivale politica di Marcos e futura Presidente Corazon Aquino. Mentre Roberto si distinse come alleato politico di Marcos, suo fratello minore Jaime andò invece a sostenere la rivoluzione e tra il 1986 e il 1987 ricoprì l'inarico di segretario delle finanze all'interno del governo Aquino.